# Foo Kok Keong
Foo Kok Keong (* 8. Januar 1963) ist ein ehemaliger Badmintonspieler aus Malaysia.

## Karriere
Foo Kok Keong ist ein ausgesprochener Einzelspezialist. Er siegte unter anderem bei den Singapur Open, den French Open, der Asienmeisterschaft, den Malaysia Open, den Commonwealth Games, dem World Badminton Grand Prix und den All England. 1992 gewann er mit dem malaysischen Team den Thomas Cup.

## Sportliche Erfolge
| Platz              | Disziplin | Datum | Ort                        |
| ------------------ | --------- | ----- | -------------------------- |
| Asienspiele        |           |       |                            |
| 2                  | Team      | 1994  | Hiroshima, Japan           |
| 3                  | Team      | 1990  | Peking, China              |
| Commonwealth Games |           |       |                            |
| 2                  | Einzel    | 1990  | Auckland, Neuseeland       |
| Thomas Cup         |           |       |                            |
| 1                  | Team      | 1992  | Kuala Lumpur, Malaysia     |
| 2                  | Team      | 1994  | Jakarta, Indonesien        |
| 2                  | Team      | 1990  | Tokio, Japan               |
| 2                  | Team      | 1988  | Kuala Lumpur, Malaysia     |
| 3                  | Team      | 1986  | Jakarta, Indonesien        |
| Weitere Turniere   |           |       |                            |
| 1                  | Einzel    | 1990  | Singapur Open              |
| 1                  | Einzel    | 1990  | French Open                |
| 1                  | Einzel    | 1994  | Asienmeisterschaft         |
| 2                  | Einzel    | 1988  | Asienmeisterschaft         |
| 2                  | Einzel    | 1989  | World Badminton Grand Prix |
| 2                  | Einzel    | 1990  | Japan Open                 |
| 2                  | Einzel    | 1990  | Hong Kong Open             |
| 2                  | Einzel    | 1990  | Malaysia Open              |
| 2                  | Einzel    | 1991  | All England                |
| 2                  | Einzel    | 1991  | Asienmeisterschaft         |
| 2                  | Einzel    | 1991  | Malaysia Open              |